# Novotinea liguriella
Novotinea liguriella är en fjärilsart som beskrevs av Hans Georg Amsel 1951. Novotinea liguriella ingår i släktet Novotinea och familjen äkta malar. Inga underarter finns listade i Catalogue of Life.